# Cantó de Saint-Philbert-de-Grand-Lieu
El cantó de Saint-Philbert-de-Grand-Lieu (bretó Kanton Sant-Filberzh-Deaz) és una divisió administrativa francesa situat al departament de Loira Atlàntic a la regió de Loira Atlàntic, però que històricament ha format part de Bretanya.

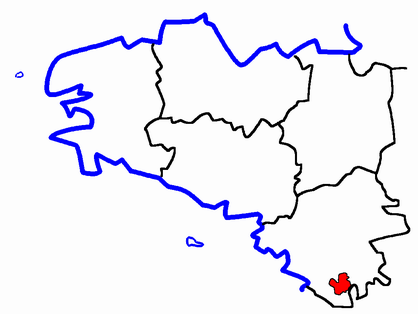
Situació del cantó

## Composició
El cantó aplega 5 comunes: 
| Nom francès                  | Nom bretó            | Població | km²    | Codi Postal | Codi INSEE |
| La Chevrolière               | Kerc'hevrel          | 4.851    | 32,56  | 44118       | 44041      |
| La Limouzinière              | Kerlouevig           | 1.405    | 29,54  | 44310       | 44083      |
| Saint-Colomban               | Sant-Koulman         | 2.027    | 35,72  | 44310       | 44155      |
| Saint-Lumine-de-Coutais      | Sant-Leven-ar-C'hoad | 1.335    | 17,64  | 44310       | 44174      |
| Saint-Philbert-de-Grand-Lieu | Sant-Filberzh-Deaz   | 6.253    | 58,81  | 44310       | 44188      |
| Kanton                       | Sant-Filberzh-Deaz   | 15.871   | 174,27 | -           | 4442       |

## Història
| Data d'elecció                           | Identitat      | Partit        | Qualitat |
| ---------------------------------------- | -------------- | ------------- | -------- |
| 1982-1998                                | André Louisy   | UDF           |          |
| 1992-1998                                | Jean Redor     | Divers droite |          |
| 1998-                                    | Stéphan Beaugé | UMP           |          |
| les dades anteriors no són pas conegudes |                |               |          |
|                                          |                |               |          |